# Hudiksvall-Idenors församling
Hudiksvall-Idenors var en församling i Hälsinglands norra kontrakt i Uppsala stift. Församlingen låg i Hudiksvalls kommun i Gävleborgs län. Församlingen utgjorde ett eget pastorat. Församlingen uppgick 2014 i Hudiksvallsbygdens församling

## Administrativ historik
Församlingen bildades år 2002 genom sammanslagning av Hudiksvalls och Idenors församlingar.
Församlingen uppgick 2014 i Hudiksvallsbygdens församling.

## Kyrkor
- Hudiksvalls kyrka
- Idenors kyrka
- Agö kapell
- Bålsö kapell
- Hölicks kapell
- Kråkö kapell
- Kuggörarnas kapell